# Up Ferguson Way
Up Ferguson Way est un roman de Louis Bromfield, publié en 1953 aux États-Unis. 

## Contexte
Up Ferguson Way fut d'abord publié dans le recueil de nouvelles, The world we live in, et dans Pleasant Valley,. Ferguson Way se situe dans la prairie de Malabar Farm (en). William Ferguson a été l'un des premiers colons de la vallée. Il avait traversé les Alleghenies et conclu un partenariat avec les tribus indigènes du Delaware vivant dans la région. Plus tard, la cabane en rondins dans laquelle il résidait lors de ces expéditions de traite des fourrures est devenue sa résidence permanente.
Bien que la cabane en rondins de Ferguson ait été abandonnée par la suite pour une structure plus moderne, ses traces sont toujours visibles à côté de l'ancienne route rainurée de roues de chariot. C'est dans cette prairie que Bromfield échappait aux contraintes de la vie ordinaire. Il avait l'impression de pénétrer dans un autre monde en s'élevant sur les hautes terres, et il pensait qu'il détenait un certain pouvoir mystique. On raconte qu'une série de lignes telluriques traversent la vallée. Il est également vrai qu'un châtaignier d'Amérique, l'un des rares encore présent dans le comté de Richland (Ohio), pousse près de Ferguson Meadow. Et donc cet endroit mystique est devenu le cadre d'un chapitre de The world we live in.
Pourtant, une autre facette du livre évolue autour du mystérieux personnage nommé Zenobia. Phoebe Wise, une femme excentrique de Mansfield (Ohio) vivant en ermite, s'est révélé plus tard être l'inspirateur de Zenobia. Phoebe était en fait une parente de Bromfield dont le jeune homme se souvenait de son enfance à Mansfield. Elle a laissé un tel impact sur le jeune Louis que sa vie allait s'entrelacer dans ses œuvres de fiction.
Le récit commence avec la rencontre du jeune Bromfield, qui est accompagné de son père, avec Zenobia Ferguson, une vieille femme, qui vit dans une ferme isolée et située en hauteur, de sorte que les gens de la vallée l'appellent up Ferguson way. Le jeune garçon s'y lie « d'amitié » avec un poulain blanc et d'autres animaux.

## Éditions
- Up Ferguson Way, Mansfield, Ohio, Tender Land Co., 1981

## Adaptation
- « Up Ferguson Way » dans la série TV Crown Theatre with Gloria Swanson (en), réalisée par Bernard Girard, avec  Frances Rafferty, Jeff York (en) et Russ Conway, 1955

## Citation
- « J'ai arrêté de creuser pour regarder et soudain, le veau est devenu mon frère, une petite créature pour laquelle j'ai ressenti un amour soudain et intense, très différent du genre d'amour que je ressentais pour toute personne, même mes propres parents ou mes frères ou sœurs. C'était comme si nous faisions tous les deux partie de quelque chose que les autres ne comprenaient pas, un monde à part dans lequel il y avait des sons qu'aucun humain ne pouvait comprendre. Je savais soudain de quoi les canards ricanaient et comprenais le regard dans les grands yeux bruns de la vache jersiaise. L'écureuil est descendu au bord de l'étang et a fait une chose curieuse. Il plongea ses deux minuscules pattes dans l'eau, puis les mit dans sa bouche et les nettoya avec sa minuscule langue rose. »[note 4],[5].